# Kohlberg Kravis Roberts
Kohlberg Kravis & Roberts (KKR), är ett amerikanskt investmentbolag inom riskkapitalområdet,  noterat på NYSE och grundat 1976.
Under ledning av grundarna, Henry Kravis och George Roberts, som är pionjärer inom strukturerade företagsköp, har Kohlberg Kravis Roberts specialiserat sig på stora och komplexa uppköpstransaktioner. Kohlberg Kravis Roberts är ett globalt företag med kontor i USA, Europa, Asien och Australien.